# Valstagna
Valstagna est une ancienne commune italienne située dans la province de Vicence en région Vénétie. Depuis le 30 janvier 2019, elle fait partie de la commune de Valbrenta.

## Géographie
Valstagna est située sur la rive droite de la Brenta à l'embouchure du Val Frenzela, dans le nord-est de la province. Elle comprend les localités de Carpanè, Oliero et San Gaetano.

## Histoire
À la suite d'une consultation populaire, Valstagna fusionne avec Campolongo sul Brenta, Cismon del Grappa et San Nazario pour former la nouvelle commune de Valbrenta le 30 janvier 2019.

## Culture
Chaque année a lieu le Palio delle zattere, une fête qui honore l'activité passée de la vallée par des jeux de radeaux dans lesquels s'affrontent les différents quartiers de Valstagna. 

## Personnalités liées à la commune
- Pierpaolo Ferrazzi, champion de kayak dans de nombreuses compétitions.